# Turgai (Kazakhstan)
Turgai o Torgai (Turghay, Torghay) és una ciutat del Kazakhstan a la riba del riu Turgai.
Era un territori de nòmades i l'establiment fou fundat el 1845 pel major Tomilin com a punt de suport del domini rus sobre els «quirguisos» (quirguisos negres, després anomenats kazakhs) amb el nom de Fort d'Orenburg (Orenburgskoye Ukreplenye). El 1865 la regió dels quiguisos d'Oremburg es va dividir en dues províncies (oblast): Ural i Turgai. El 1868 l'oblast de Turgai fou dividit en districtes (vyezd) i el fort convertit en ciutat amb el nom de Turgai i elevada a capital de districte; cap de les capitals de districte era apropiada per a seu de govern de l'oblast i l'administració es va fer des d'Orenburg; allí residia el governador i es publicava el butlletí oficial (publicat a partir de 1881) anomenat Turgaiskiya Oblastniya Vyedomosti; la província de Turgai, especialment la part meridional, era poc favorable per la colonització russa per manca de terres fèrtils encara que unes 1.300 hectàrees foren posades en valor entre 1860 i 1930.